# Thomas Cook Aviation
Thomas Cook Aviation GmbH fue una aerolínea de ocio alemana lanzada en 2017 y fue una subsidiaria técnica de Condor. Operaba vuelos programados exclusivamente en nombre de Condor a destinos de toda Europa, desde sus bases en Düsseldorf y Leipzig. En abril de 2020, la aerolínea se declaró en concurso de acreedores.

## Historia
La aerolínea se estableció en octubre de 2017 como Air Berlin Aviation GmbH y fue adquirida por Thomas Cook Group para facilitar el rápido crecimiento en Alemania tras la insolvencia de Air Berlin. El 31 de enero de 2018, la aerolínea recibió su Certificado de operador aéreo (AOC). La empresa pasó a llamarse Thomas Cook Aviation el 22 de noviembre de 2018.
A pesar del colapso de la empresa matriz Thomas Cook Group el 23 de septiembre de 2019, Thomas Cook Aviation continuó sus operaciones junto con la aerolínea hermana Condor. Condor terminó el contrato de vuelo en la primavera de 2020. En diciembre de 2019, la aerolínea recibió su primer Airbus A320, un antiguo avión de la ahora desaparecida aerolínea hermana Thomas Cook Airlines Balearics. En el mismo mes, Condor anunció que después de la separación del difunto Thomas Cook Group, actualizaría la librea de sus aviones eliminando todas las referencias a su antigua empresa matriz y reemplazando el logotipo en forma de corazón por el logotipo de su propia empresa. El rediseño planificado también incluyó los aviones de Thomas Cook Aviation.
Thomas Cook Aviation se declaró en quiebra el 2 de abril de 2020.

## Flota

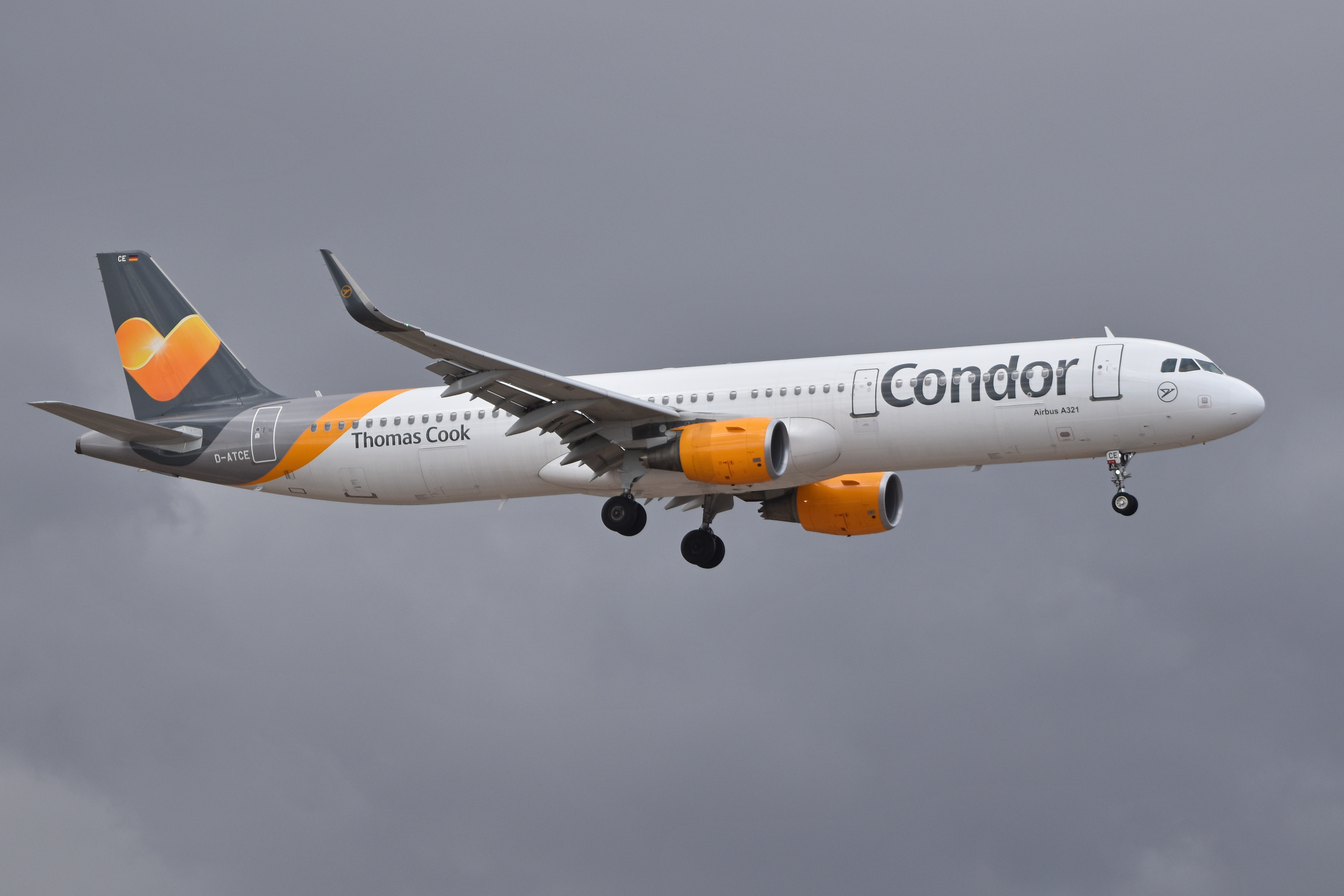
Un A321-200 de Thomas Cook Aviation con la librea de Condor

En marzo de 2020, la flota de Thomas Cook Aviation estaba formada por los siguientes aviones:
| Aeronave        | En servicio | Pedidos | Pasajeros | Notas               |
| --------------- | ----------- | ------- | --------- | ------------------- |
| Airbus A320-200 | 1           | -       | 180       | Operado para Condor |
| Airbus A321-200 | 5           | -       | 212       | Operado para Condor |
| Airbus A321-200 | 5           | -       | 215       | Operado para Condor |
| Airbus A321-200 | 5           | -       | 220       | Operado para Condor |
| Total           | 6           |         |           |                     |